# Анални синус
Анални синус (ректални синус) је бразда формирана између било која два суседна анална стуба аналног канала. Анални синус је ограничен са доње стране аналним вентилом (који обједињује доње крајеве једног пара суседних аналних стубова). Аналне жлезде се отварају у аналне синусе.

## Анатомија
Горње 2/3 аналног канала има уздужне наборе или узвишења слузнице тунике. Његова слузокожа је обложена једноставним стубастим епителом. 
Лумен аналног канала представља, у својој горњој половини, већи број вертикалних набора, насталих савијањем слузокоже и дела мишићног ткива. Они су познати као анални стубови (ректални стубови; Моргагни) и одвојени су један од другог браздама ( аналним синусим или ректалним синуси), које се завршавају доле малим наборима налик залисцима, названим анални залисци, који се спајају у доњим крајевима ректалних стубова.

## Порекло и хируршки значај аналног синуса
Природа аналних синуса и аналних интрамускуларних жлезда је добро позната, али се о њиховом пореклу још увек расправља. Последњих година изнета је изненађујућа нова теорија о инвагинацији проктодеума у задње црево. Докази који подржавају ову теорију били би постојање "аноректалне траке" и "епителних остатака" у субанодерму формираном током потпуне или делимичне облитерације аналних синуса. Да би окарактерисали ове хистолошке структуре, аутори су прегледали 62 обдукциона узорка конвенционалним и специјалним имунохистолошким методама бојења. Ни у једном од испитиваних примерака нису биле откривене горе наведене структуре. 

За идиопатске, хроничне аналне болести анални синуси имају мали хируршки значај.